# Oleksandrivka, Bilohirsk
Oleksandrivka (în ucraineană Олександрівка) este un sat în comuna Zelenohirske din raionul Bilohirsk, Republica Autonomă Crimeea, Ucraina.

## Demografie
Componența lingvistică a localității Oleksandrivka
     Rusă (93,05%)
     Ucraineană (6,56%)
     Alte limbi (0,39%)
Conform recensământului din 2001, majoritatea populației localității Oleksandrivka era vorbitoare de rusă (93,05%), existând în minoritate și vorbitori de ucraineană (6,56%).